# Dzhanokmenia yuxuannis
Dzhanokmenia yuxuannis é uma espécie de vespa, identificada em 2021 na Região Autônoma Uigur do Sinquião, na China (o nome da espécie, yuxuannis, deriva do nome próprio - Wang Yuxuan - do filho de dois dos cientistas que a descobriram). A D. yuxuannis é uma espécie parasitóide.